# Hidrato de metano

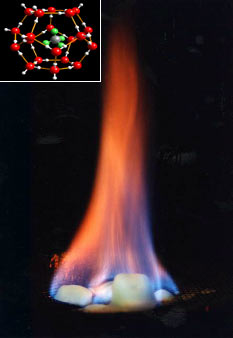
Arde o metano libertado e pinga água.

O hidrato de metano, também conhecido como gelo combustível, é a mistura de dois componentes, o hidrato de gás e o metano. Formam-se a temperaturas muito baixas, em condições de pressão elevada. São encontrados em sedimentos do fundo do mar e ou abaixo do permafrost, a camada de solo congelada dos polos.
Até há algumas décadas o hidrato de metano era visto como um problema porque atacava os dutos que se usavam para extrair gás natural. Hoje é tratado como futura grande fonte (maior inclusive que as existentes na forma de bolsas) de gás natural, incluindo os restantes hidrocarbonetos somados.